# Vitalij Hrebenjuk
Vitalij Hrebenjuk (in ucraino Віталій Гребенюк?; 27 settembre 2001) è un combinatista nordico ucraino.

## Biografia
Attivo dal gennaio del 2017, Hrebenjuk ha esordito ai Campionati mondiali a Oberstdorf 2021, dove si è classificato 48º nel trampolino normale, 48º nel trampolino lungo e 11º nella gara a squadre, e ai Mondiali di Planica 2023 si è piazzato 40º nel trampolino normale, 44º nel trampolino lungo e 10º nella gara a squadre; non ha debuttato in Coppa del Mondo né ha preso parte a rassegne olimpiche.